# Romain Mornet
Romain Mornet (* 8. November 1997 in La Roche-sur-Yon) ist ein französischer Leichtathlet, der sich auf den Mittelstreckenlauf spezialisiert hat.

## Sportliche Laufbahn und Leben
Erste internationale Erfahrungen sammelte Romain Mornet bei den Crosslauf-Europameisterschaften 2022 in Turin, bei denen er in 17:31 min gemeinsam mit Charlotte Mouchet, Azeddine Habz und Anaïs Bourgoin auf Anhieb die Bronzemedaille in der Mixed-Staffel hinter den Teams aus Italien und Spanien gewann. Im Jahr darauf wurde er bei der 1. Liga der Team-Europameisterschaft im Rahmen der Europaspiele in Chorzów in 3:39,17 min Achter über 1500 Meter und bei den Crosslauf-Weltmeisterschaften 2024 in Belgrad belegte er in 23:17 min den sechsten Platz in der Mixed-Staffel. Im Juni gelangte er bei den Europameisterschaften in Rom mit 3:34,33 min auf den elften Platz über 1500 Meter. Im Jahr darauf wurde er bei den Halleneuropameisterschaften in Apeldoorn mit 7:56,98 min auf den zehnten Platz über 3000 Meter.
2024 wurde Mornet französischer Meister im 1500-Meter-Lauf sowie Hallenmeister über 3000 Meter.

## Persönliche Bestleistungen
- 1500 Meter: 3:33,98 min, 16. Juli 2024 in Luzern
  - 1500 Meter (Halle): 3:37,03 min, 7. Februar 2025 in Karlsruhe
  - Meile (Halle): 3:54,68 min, 13. Februar 2025 in Liévin
- 3000 Meter: 7:36,44 min, 27. Juli 2024 in Löwen
  - 3000 Meter (Halle): 7:40,39 min, 19. Januar 2025 in Luxemburg